# Chery Tiggo 5x
- Не следует путать с Chery Tiggo 5, выпускавшемся в 2013—2020 годах

Chery Tiggo 5x (на внешних рынках — Chery Tiggo 4) — выпускающийся с 2017 года компактный кроссовер китайской компании Chery.

## История
Модель представлена в апреле 2017 года на Шанхайском автосалоне. На домашний рынок Китая вышла в сентябре 2017 года.
Хотя называется Tiggo 5x, однако, это не модификация и не смена модели Tiggo 5, по сравнению с которой заметно компактнее: короче на 173 мм, однако, колёсная база даже увеличена на 20 мм, при этом имеет широкую унификацию с вышедшей годом ранее моделью Chery Tiggo 7: заимствовано шасси, задняя подвеска — многорычажная, а не трёхрычажка как на Tiggo 5. Интерьер в стиле с Tiggo 7, такие же руль и приборы..
Двигатель модель получила такой же как у Tiggo 5 — бензиновый турбомотор объёмом 1.5 литра мощностью 152 л. с., но коробки передач другие — 6-ступенчатая механика Aisin либо 6-ступенчатый «робот» Getrag с двумя сцеплениями. Привод — только передний.
Продажи на домашнем рынке Китая оказались малоуспешными, и компания уже в октябре 2018 года представила рестайлинг: проведён фейслифт, а для снижения цены был добавлен двигатель — мощный турбомотор с «роботом» стал доступен лишь для спецверсии Chery Tiggo 5x Hero, а стандартным стал обычный 1.5-литровый двигатель мощностью 116 л. с. в паре с 5-ступенчатой «механикой» или «вариатором».
Второй рестайлинг проведён летом 2020 года, другой передний бампер и решетка радиатора, изменения получил салон, двигатели остался те же.
Летом 2022 года прошла третий рестайлинг, получив название — Tiggo 5x Plus. Внешне практически не изменилась, можно отличить лишь по обновленной решётке радиатора  и добавленным контрастным декоративным вставкам на переднем бампере и дверях. Салон же обновлен значительно, новая панель по образцу Tiggo 7, дополнительные «премиальные» опции такие как адаптивный круиз-контроль. Двигатели остались те же.
| Год  | Объём продаж |
| ---- | ------------ |
| 2017 | 10 693       |
| 2018 | 54 352       |
| 2019 | 60 245       |
| 2020 | 71 677       |
| 2021 | 96 927       |
| 2022 | 41 655       |
| 2023 | 27 457       |

## Галерея

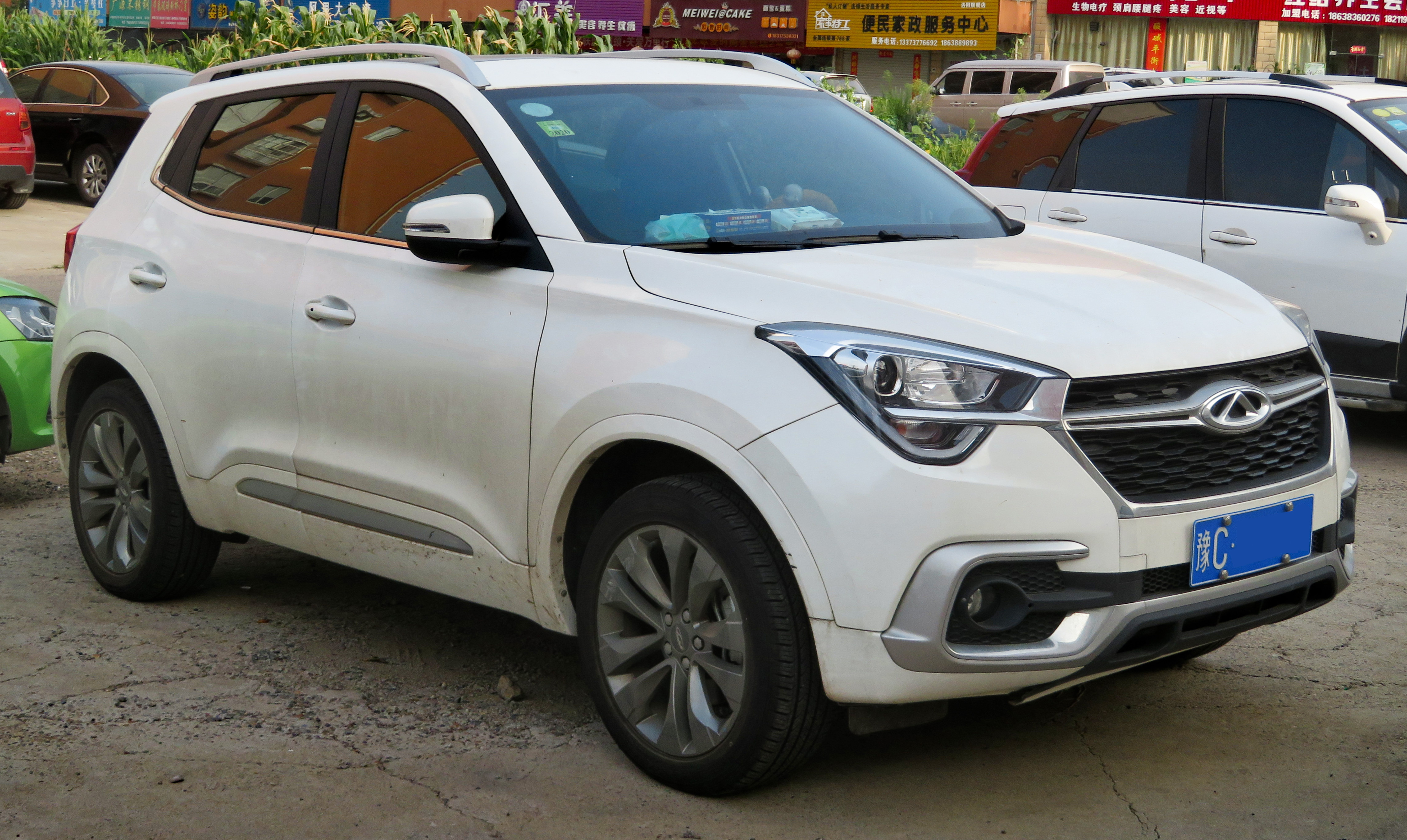
2017-2018
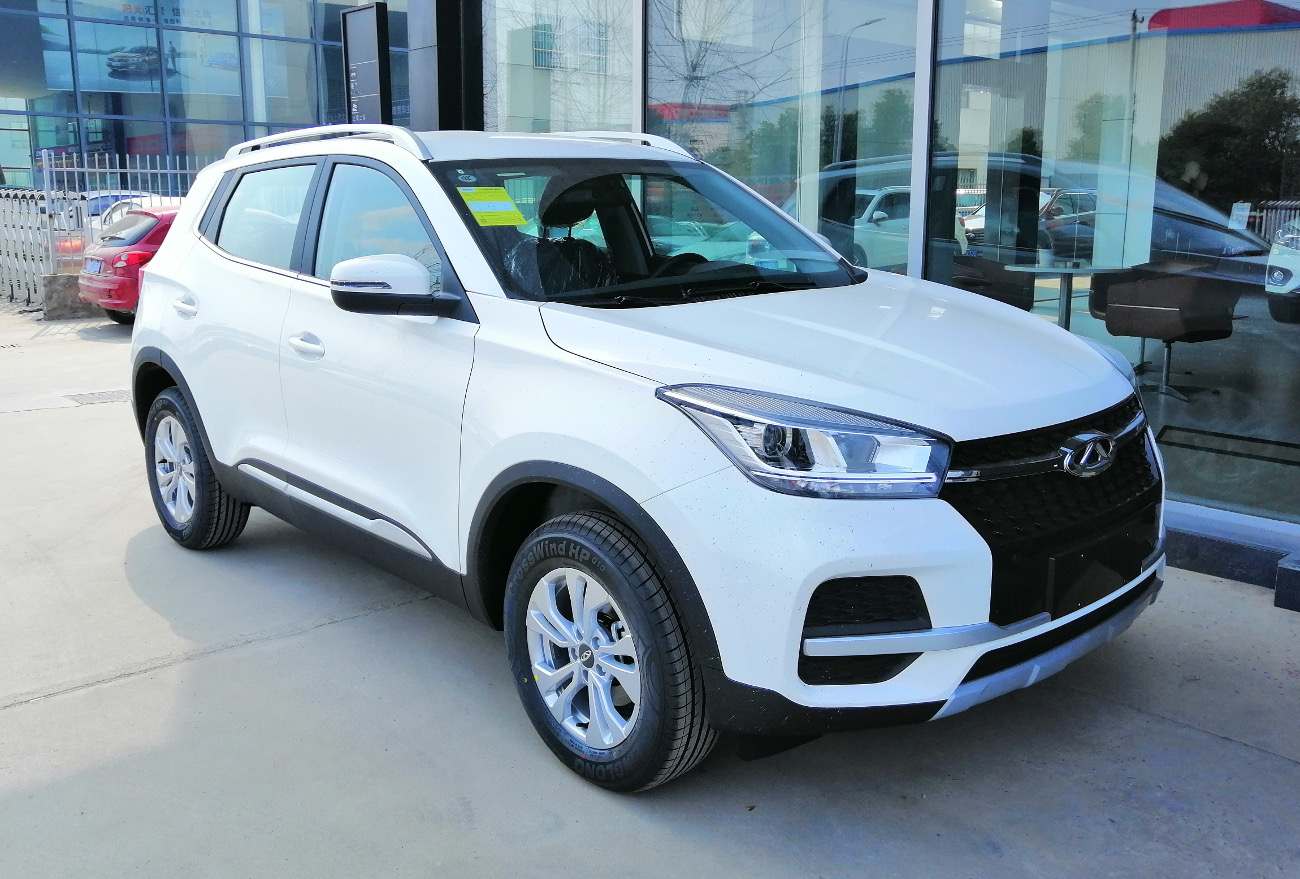
фейслифт 2018 (в России с 2019 как Tiggo 4)
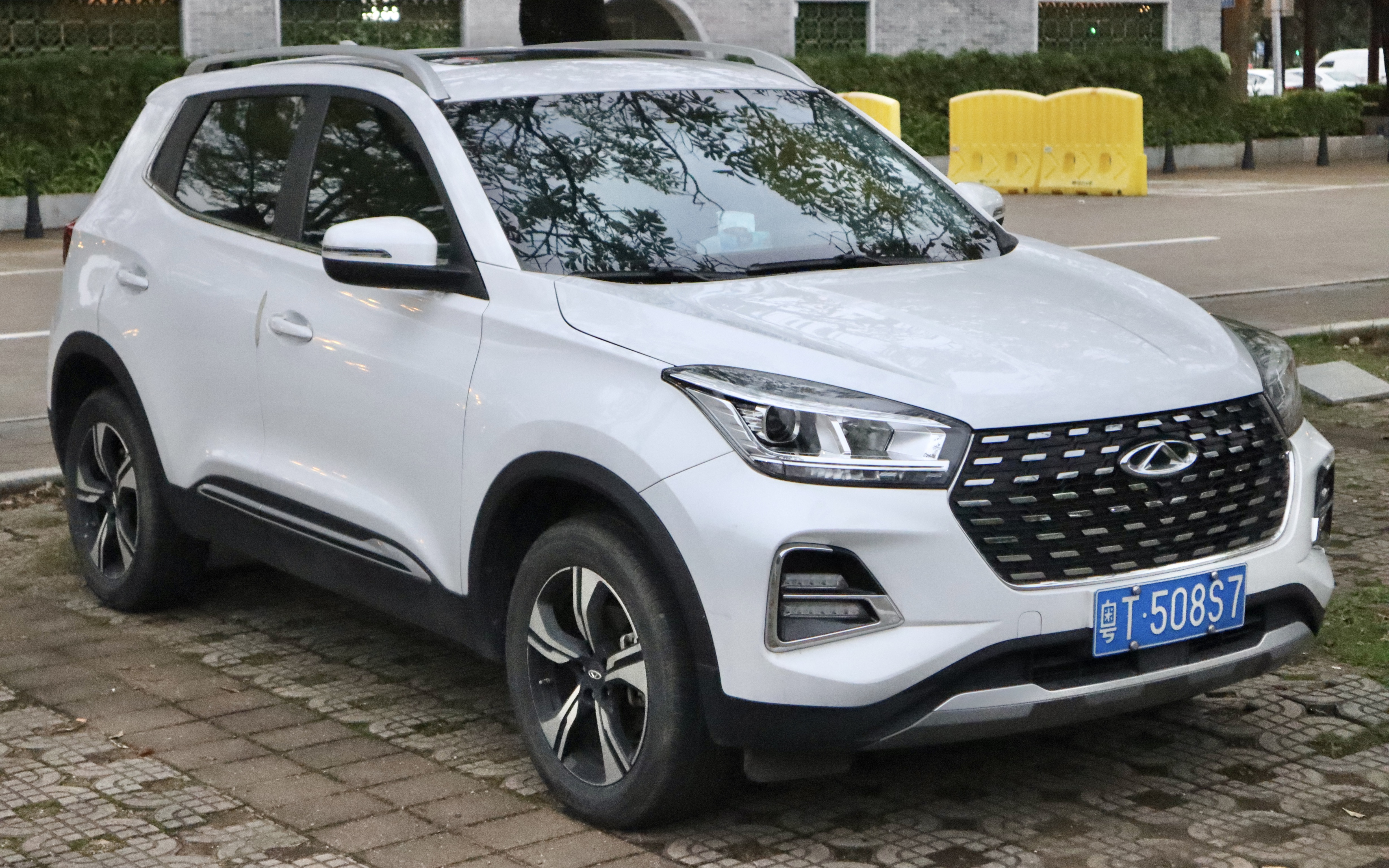
фейслифт 2020 (в России с 2022 года Tiggo 4 Pro)
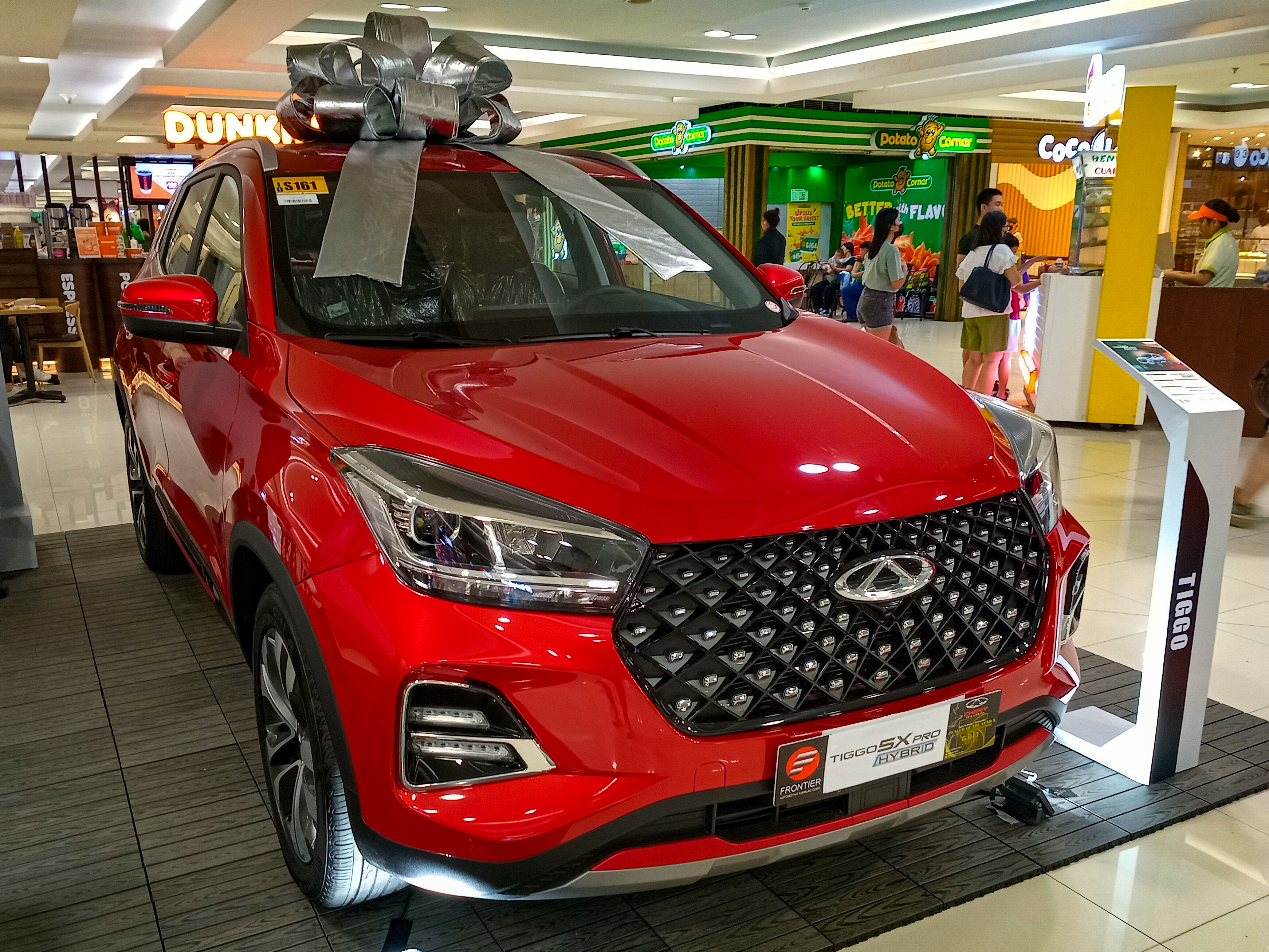
фейслифт 2022, отличие - другое оформление решётки радиатора
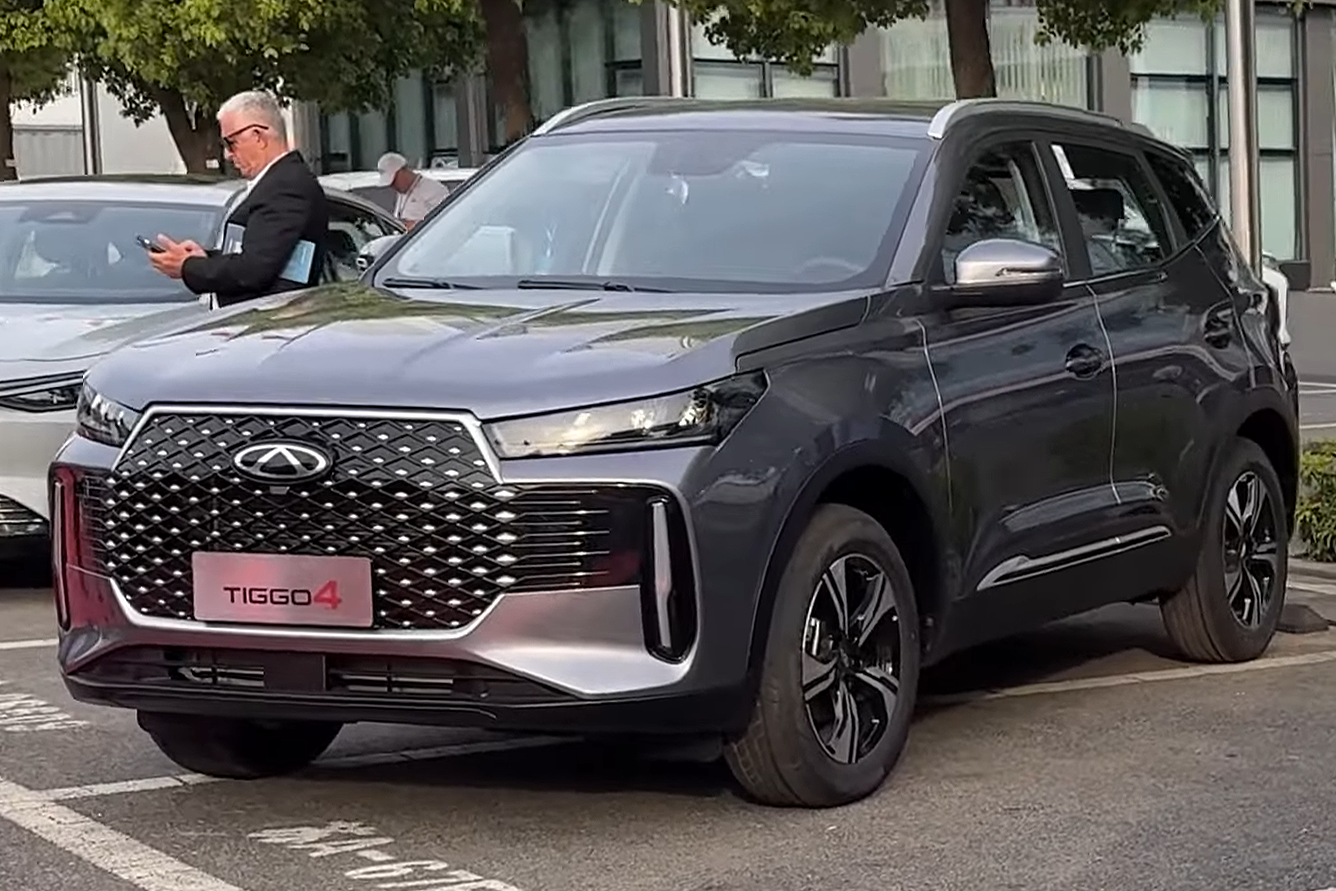
рейсталинг 2024 для глобального рынка

## На внешних рынках

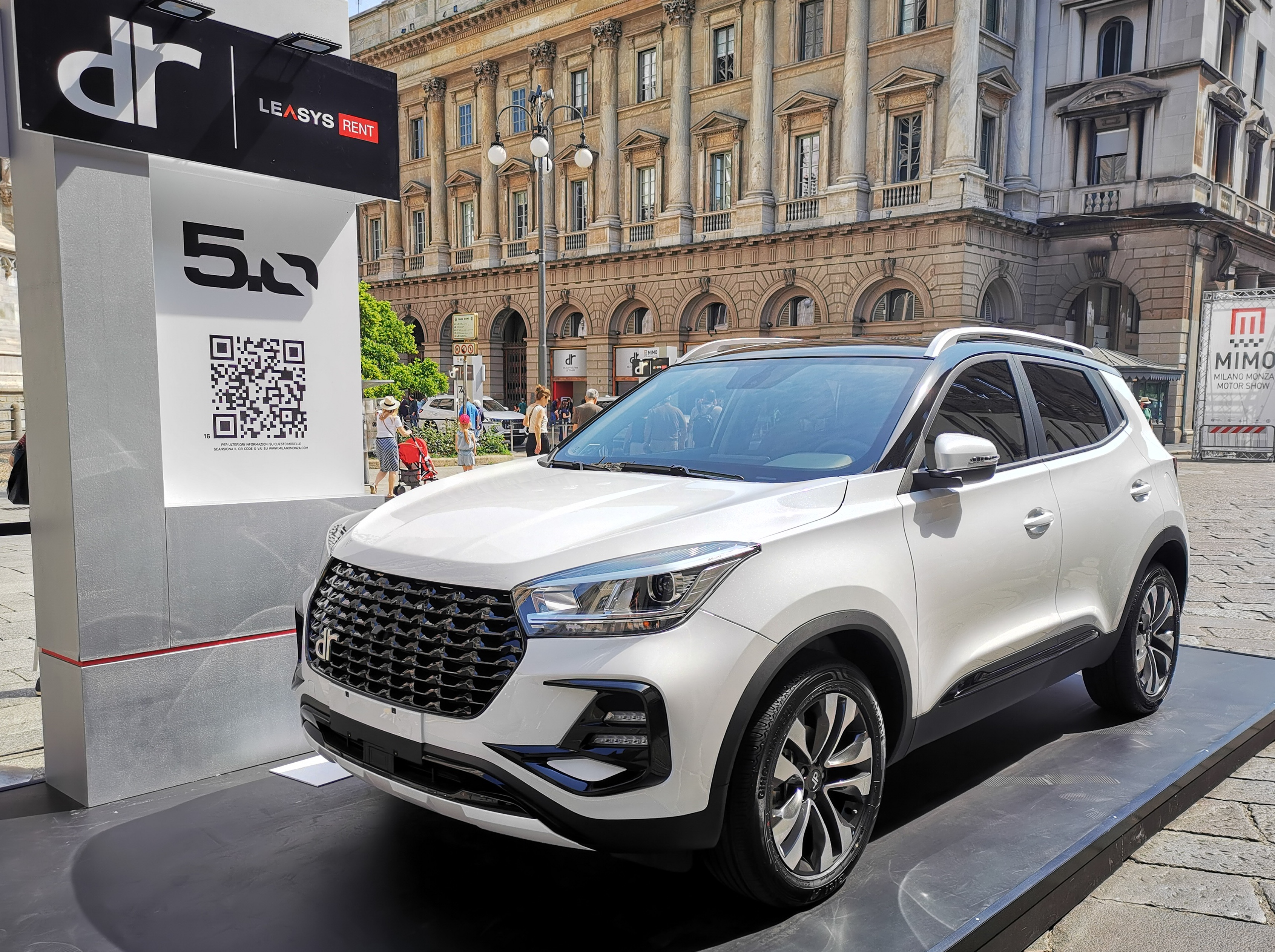
Италия, Dr 5.0

С марта 2020 года модель продаётся в Италии под названием DR 5.0. внешне отличается в оформлении — другая решётка радиатора и передний бампер, а также имеет двигатель не представленный для других рынков — битопливный (бензин/газ) 1,5-литровый мощностью 114 л. с.
На внешних рынках продаётся под названием Chery Tiggo 4 — в России, странах Латинской Америки и Ближнего востока. В Иране под названием MVM X55.

### На рынке России: Chery Tiggo 4

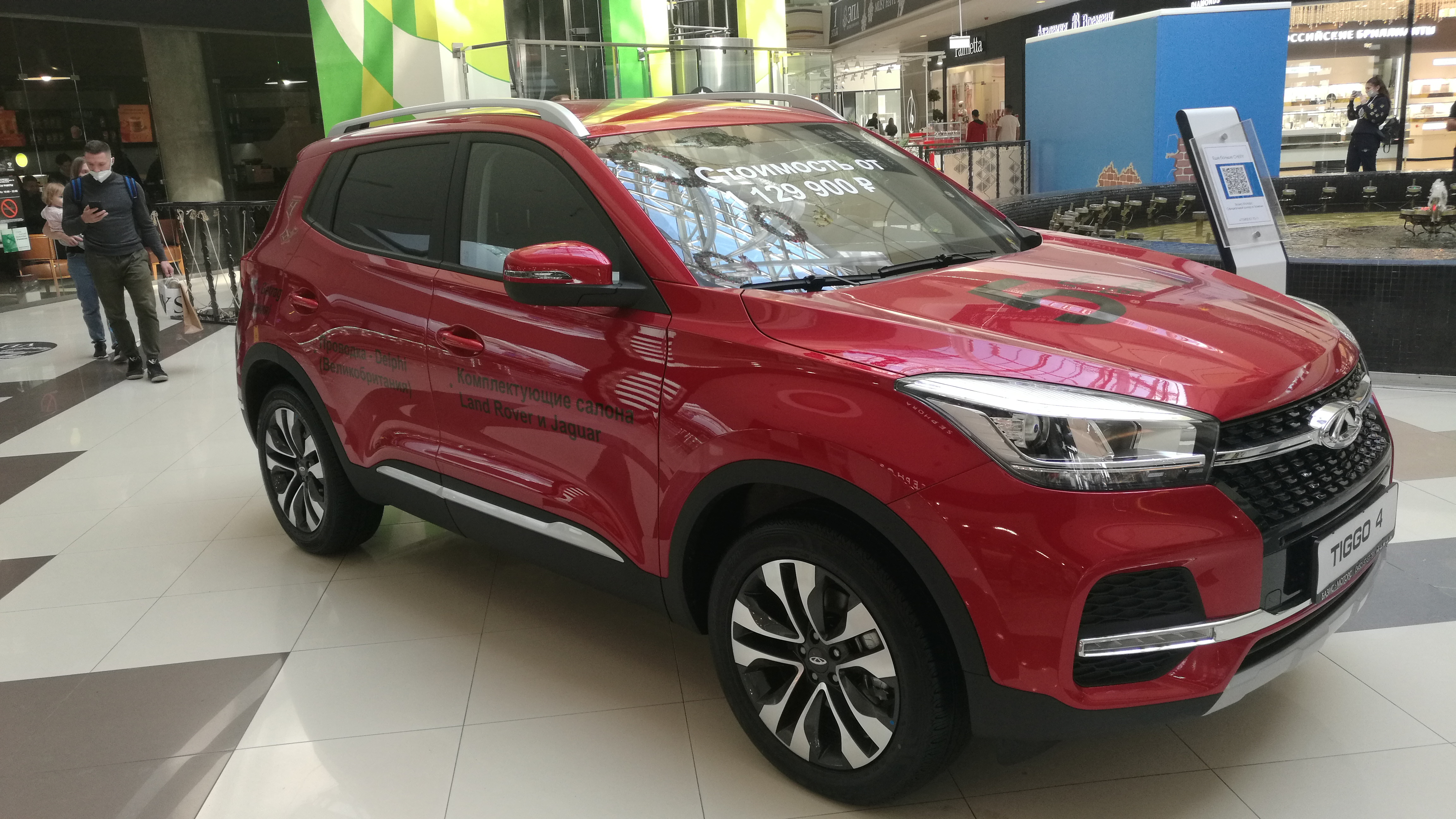
Россия, Chery Tiggo 4

Компания Chery обещала начать поставки еще в третьем квартале 2018 года, только в феврале 2019 года дилеры открыли приём заказов, но машины появились только к лету 2019 год — поступила партия в 100 автомобилей из Китая, а с лета 2019 и до февраля 2020 года сборка модели велась на «Автоторе».
В России модель получила название Chery Tiggo 4, но в 2019—2022 годах поставлялась машины образца 2018 года, то есть после первого рестайлинга, хотя в Китае уже были произведены рестайлинги в 2020 и в 2022 годах, рестайлинг 2020 года появился лишь осенью 2022 года под названием Chery Tiggo 4 Pro.
Предлагается с 2,0-литровым двигателем (122 л. с.) и с 1,5-литровым турбомотором (в российской спецификации мощность снижена со 153 л. с. до 147 л. с.), коробки передач — 5-ступенчатая «механика» или «вариатор», привод — только передний. Список комплектаций представлен в 7-ми вариантах
В 2022 году продано 9039 экземпляров, модель замкнула список ТОП-10 лидеров российского рынка SUV, в первом квартале 2023 года продажи получили резкий рост — за три месяца продано машин почти как за весь прошлый год — 8392 экземпляров, и всего за 2023 год было продано 36 908 экземпляров (больше чем в самом Китае, где по сравнению с прошлыми годами пик продаж уже спал, и за тот же 2023 год было продано 27 457 единиц).
| Год  | Объём продаж |
| ---- | ------------ |
| 2019 | 1 968        |
| 2020 | 5 715        |
| 2021 | 14 034       |
| 2022 | 9548         |
| 2023 | 36 908       |
| 2024 | 52 700       |

## Тест-драйвы
- Chery Tiggo 4 Что получится, если взять кого нужно — да и переманить в Китай? // Мотор.ру, 25 октября 2019
- Chery Tiggo 4 PRO — Голубая стрела // Автостат, 11 ноября 2022